# Vera (kommun)
Vera är en kommun i Spanien.   Den ligger i provinsen Provincia de Almería och regionen Andalusien, i den sydöstra delen av landet, 400 km söder om huvudstaden Madrid. Antalet invånare är 15 010. Arean är 58 kvadratkilometer.
Terrängen i Vera är platt.